# Torneo de Bastad 2015
El Torneo de Bastad o Swedish Open es un evento de tenis perteneciente al ATP World Tour en la categoría ATP World Tour 250 y a la WTA en la categoría WTA International Tournaments. Se juega del 13 al 19 de julio para las mujeres y del 20 al 26 de julio para los hombres en Båstad (Suecia).

## Cabezas de serie

### Individuales masculinos
| Tenista                | Ranking | Preclasificado |
| David Goffin           | 14      | 1              |
| Tommy Robredo          | 21      | 2              |
| Pablo Cuevas           | 27      | 3              |
| Juan Mónaco            | 30      | 4              |
| Guillermo García-López | 31      | 5              |
| Fernando Verdasco      | 40      | 6              |
| Thomaz Bellucci        | 42      | 7              |
| Jérémy Chardy          | 44      | 8              |

- Ranking del 13 de julio de 2015

### Dobles masculinos
| Tenista                           | Ranking | Preclasificado |
| Juan Sebastián Cabal Robert Farah | 60      | 1              |
| Jérémy Chardy Łukasz Kubot        | 86      | 2              |
| Nicholas Monroe Artem Sitak       | 107     | 3              |
| Johan Brunström Robert Lindstedt  | 137     | 4              |

## Cabezas de serie[2]

### Individuales femeninos
| Tenista            | Ranking | Preclasificada |
| Serena Williams    | 1       | 1              |
| Samantha Stosur    | 23      | 2              |
| Barbora Strýcová   | 29      | 3              |
| Mona Barthel       | 49      | 4              |
| Carina Witthöft    | 53      | 5              |
| Kateřina Siniaková | 67      | 6              |
| Johanna Larsson    | 73      | 7              |
| Tatjana Maria      | 78      | 8              |

- Ranking del 29 de junio de 2015

### Dobles femeninos
| Tenista                          | Ranking | Preclasificada |
| Chan Hao-ching Chan Yung-jan     | 62      | 1              |
| Barbora Strýcová Renata Voráčová | 77      | 2              |
| Mandy Minella Kateřina Siniaková | 132     | 3              |
| Kiki Bertens Johanna Larsson     | 138     | 4              |

## Campeones

### Individuales masculinos
Benoît Paire venció a  Tommy Robredo por 7-6(7), 6-3

### Individuales femeninos
Johanna Larsson venció a  Mona Barthel por 6-3, 7-6(2)

### Dobles masculinos
Jérémy Chardy /  Łukasz Kubot vencieron a  Juan Sebastián Cabal /  Robert Farah por 6-7(6), 6-3, [10-8]

### Dobles femeninos
Kiki Bertens /  Johanna Larsson vencieron a  Tatjana María /  Olga Savchuk por 7-5, 6-4